# Tierzo
Tierzo és un municipi de la província de Guadalajara, a la comunitat autònoma de Castella-La Manxa. Situat al sud de la comarca del Señorio de Molina, dins de la Sexma del Sabinar, a una altitud de 1.141 metres. Té una superfície de 40,06 km² amb una població de 34 habitants (INE 2017). De Guadalajara capital el separa una distància de 154 km. Formen part del seu terme municipal el Caserio de la Vega d'Arias -on es troba la Casa forta de Vega d'Arias o Casa del Cid-, les Salines de Armalla i la Casa forta de Picaza.

## Clima
- El clima predominant és el mediterrani continentalitzat amb moments de clima de muntanya. Els estius són càlids i els hiverns molt freds amb gelades a la nit. La temperatura mitjana anual és de 10 °C i les precipitacions són moderades (505 mm a l'any).

## Flora
Formacions boscoses extenses de savines, roures, alzines i pins silvestres combinats amb matoll mitjà i baix. N'abunden també les bujedas, argelagars i la ginesta. Hi ha zones subestèpiques de gramínies anuals. Espècies de flora d'interès: Artemisia Pedemontana, Genista rigidissima, Rosa sicula, Rosa pimpinellifolia i Ribes uva-crispa.

## Fauna
Hi ha una gran varietat d'espècies autòctones de mamífers i aus, entre els quals proliferen cérvols, daines, cabirols, guineu, teixó, gat salvatge, geneta i mostela, així com àguila daurada, falcó pelegrí, voltor comú, aufrany i duc, entre d'altres.

## Demografia i economia
La densitat de població és molt baixa 0,8 hab/km², conseqüència de l'èxode rural els anys 60 a les ciutats i l'escassa activitat econòmica en la zona, basada en la agricultura (conreu de cereal) i la ramaderia (ovina y caprina). Actualment, s'estan impulsant alguns projectes vinculats al turisme. Tierzo forma part del Geoparque de la Comarca Molina-Alto Tajo. És una de les localitats per les quals travessa la ruta de les Tres Taifes del 'Cami del Cid' i es troba a les portes del ''Parc Natural de l'Alto Tajo'''.
| 1991 | 1996 | 2001 | 2004 | 2013 | 2015 | 2017 |
| ---- | ---- | ---- | ---- | ---- | ---- | ---- |
| 47   | 42   | 57   | 52   | 36   | 38   | 34   |

## Gastronomia
Per la seva tradició ramadera, els rostits de cabrit i xai en són l'especialitat destacada. També els productes de la matança, especialment el xoriço i el botifarró d'arròs. És típic el "morteruelo" i els embotits elaborats amb carns de caça. La tòfona, els bolets de card o els rovellons acompanyen a més moltes receptes. Cal provar també les migas de pastor, les sopes d'all, les farinetes de guixa o els "bolos amb morro", una varietat de mongeta conreada a la comarca. Quant a postres, imprescindibles les "Torrijas" i la llet fregida.

## Festes
- 17 de maig Sant Pasqual Bailón
- Darrer dissabte de juny: Processó dels "Capitores de Tierzo" cap a la Virgen de la Hoz
- 16 d'agost: Sant Roc